# Luis Filipe Teixeira
Luis Filipe de Bragança e Sousa da Silva Teixeira, nacido en Luanda (Angola) el 3 de noviembre de 1959, es ensayista y profesor universitario portugués.
Se ha doctorado en Estudios Portugueses y de Cultura Portuguesa del siglo XX en la Universidad de Lisboa (1998). Está en posesión del diploma estudios avanzados en Filosofía "Mestre" emitido por la Facultad de Letras de Lisboa. En la actualidad, es Profesor Catedrático en la Universidad Lusófona de Humanidades y Tecnologías.

## Libros
- Fernando Pessoa e a Filosofía Sanatorial: De A Montanha mágica (Thomas Mann) para «A Casa de Saude de Cascaes» ou vice-versa, passando por…Caxias.

- El Regreso de los Dioses: Fernando Pessoa y el Neo-Paganismo (Vúlgata de los textos ensayísticos de Fernando Pessoa- incluye los textos de Ricardo Reis y Antonio Mora- sobre el Neo-Paganismo Portugués)

- Hermes o la Experiencia de la Mediación ( Comunicación, Cultura y Tecnologías) Lisboa, Pedra Roseta -Ediciones y Comunicación , Lda. 2004.

- Cultura de Juegos, Caleidoscopio:Revista del Departamento de Comunicación, Artes y Tecnologías de la Información de la Universidad Lusófona de Humanidades y Tecnologías, nº 4, 2004

- Obras de Antonio Mora y Fernando Pessoa : Edición y Estudio, edición crítica de los textos de Antonio Mora- Fernando pessoa transcritos, organizados y anotados en la edición integrada en las Obras Completas de Fernando Pessoa, Lisboa Imprensa Nacional- Casa da Moeda, Colecc. " Serie Mayor", 2002

- Debater las Ciencias de la Comunicación en el espacio lusófono, Actas del I Encuentro Lusófono de Ciencias de la Comunicación, Lisboa colección de " Estudios de Comunicación, Cultura y Tecnologías, Ediciones Universitarias Lusófonas, s.d.

- Pensar Pessoa:la dimensión filosófica y hermética del Pensamiento de Fernando Pessoa, Oporto, Lello& Irmao, Colecc. O mocho de Papel, 1997

- Fernando Pessoa y el Ideal Neo-Pagano: Datos para una edición crítica, transcripción y organización de fragmentos y notas, Fundación Calouste Gulbenkian/ Acarte, 1996.

- El Nacimiento del Hombre en Pessoa: la Heteronimia como juego de la Demiurgia Divina,Lisboa, Ediciones Cosmos, Colecc. " Cosmovisiones", 1.992

- La Conciencia Sacra: Contribución para una arqueología del (Re) Conocimiento.

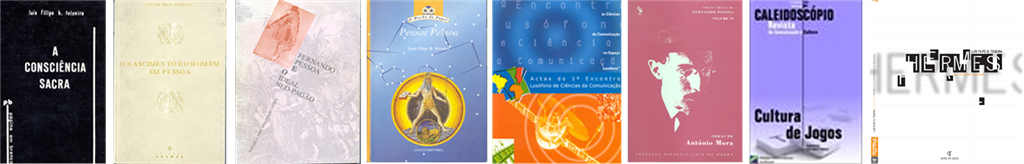
Obras publicadas de Luís Filipe Teixeira.

## Tesis
- Obras de Antonio Mora, de Fernando Pessoa: Edición y Estudio, edición crítica de los textos de Antonio Mora - Fernando pessoa transcritos, organizados y anotados (Tesis Doctoral).

La Antropogonía Pessoana: La Heteronimia como Juego de la Demiurgia Divina, Lisboa, Universidad Clásica de Lisboa (Disertación Diploma de Estudios Avanzados en Filosofía , " Mestre")

## Ensayos
A) INTERNACIONAL
- 1. «L’algoritmo eteronimo e neopagano della nostra Modernità», «Prefazione» to the work by Luigi Orlotti, Il teatro degli eteronimi: L’estetica neopagana di Fernando Pessoa, Milano, Mimesis,2006, pp. 11-15.

- «Fernando Pessoa», entry in the Italian Philosophical Enciclopaedia, Fondazione Centro Studi Filosofici di Gallarte, dir. Virgilio Melchiorre, Milano, Bompiani, 2006, vol. IX, pp.8565-8566.

- «Eteronmia», entry in the Italian Philosophical Enciclopaedia, Fondazione Centro Studi Filosofici di Gallarte, Dir. Virgilio Melchiorre, Milano, Bompiani, 2006, vol. IV ,p. 3787.

- «Fernando Pessoa: Obras de António Mora», entry in the Dizionario delle opere filosofiche, coord. Franco Volpi, ed. Bruno Mondadori (to be released – to be published later in Spain and France)

- «Corporeidades heteronímicas do Eu: Breve reflexão em torno da estética pessoana», in Cadernos UFSComunicação, nº 5, Aracaju: Editora da Universidade Federal de Sergipe, 1998, pp. 19-25.

- «A Mensagem ou o "Espírito da Utopia" como paradigma pessoano», in Mensagem e Poemas Esotéricos, Madrid, UNESCO, «Archivos» series, critical edition coordinated by José Augusto Seabra, 1993, pp. 314-328 (reedited in Pensar Pessoa: A dimensão filosófica e hermética da Obra de Fernando Pessoa, Porto: Lello Irmão, 1997, pp. 15-36).

- «A dimensão hermética e esotérica do pensamento pessoano: Contribuição para uma tábua bibliográfica», in Mensagem e Poemas Esotéricos, Madrid: UNESCO, «Archivos» series, critical edition coordinated by José Augusto Seabra, 1993, pp. 517-530 (reedited in Pensar Pessoa: A dimensão filosófica e hermética da Obra de Fernando Pessoa, Porto: Lello Irmão, 1997, pp. 109-130).

- «Da melancholia saturnina: O Sol niger da criação» in Revista Taíra, nº 7, Centre de Recherche et d’Etudes Lusophones et Intertropicales, Université Stendhal, Grenoble III, 1995, pp. 29-44 (reedited in Hermes ou a Experiência da Mediação (Comunicação, Cultura e Tecnologías), Lisbon: Pedra de Roseta - Edições e Comunicação, Lda, 2004)

- «A "Morte" como paradigma da Vida: Dionysos-Plutão ou a Arte como Alquimia do Verbo», in Revista Taíra, nº 6, Centre de Recherche et d’Etudes Lusophones et Intertropicales, Université Stendhal, Grenoble III, 1994, pp. 54-70 (reedited in Hermes ou a Experiência da Mediação (Comunicação, Cultura e Tecnologías), Lisbon: Pedra de Roseta-Edições e Comunicação, Lda, 2004)

B) NACIONAL (ensayos em português)
- «Criticismo Ludológico: Simulação Ergódica vs Ficção Narrativa» (paper ao 5.º Congresso da SOPCOM-Associação Portuguesa de Ciências da Comunicação: Comunicação e Cidadania) (Universidade do Minho, Setembro de 2007) (a editar)
- «Ludologia e Novos Média», texto-base da conferência ao Congresso internacional sobre Arte,Design,Tecnología (Universidade Lusófona, 14 e 15 de Junho de 2007)(a editar num nº especial da Revista Caleidoscópio:Departamento de Ciências da Comunicação, Artes e Tecnologías da Informação da ULHT)
- «(Composição) Narrativa vs Jogabilidade: Uma discussão (não) radical» (texto-base da conferência proferida na mesa sobre «Composição não-linear e hipernarrativa» (CCB-25 Maio 2006) Congresso Internacional sobre a «Tendência da Cultura das redes em Portugal») (a publicar)
- «2001: Odisseia na…Ludologia» (texto sobre o «state of art» da cultura dos videojogos, produzido no interior do projecto «Trends on portuguese network culture» (a publicar)
- «Jogo #1/Nível #3:Ludologia: Uma disciplina emergente?» (texto-base da comunicação ao 4.º Congresso da SOPCOM-Associação Portuguesa de Ciências da Comunicação:Repensar os Média:Novos contextos da Comunicação e da Informação)(Universidade de Aveiro, Outubro 2005) (já disponível em «pdf», «resumo» e «texto final», versão electrónica das respectivas Actas-ISBN 972-789-163-2)
- Texto de apresentação da mesa temática sobre «Comunicação e Ludicidade» (em coautoría com Conceição Lopes) do 4.º Congresso da SOPCOM-Associação Portuguesa de Ciências da Comunicação:Repensar os Média:Novos contextos da Comunicação e da Informação)(Universidade de Aveiro, Outubro 2005) (a editar nas respectivas Actas)
- «Ludologia (jogo #1/nível #2) Em torno da fenomenología do jogo cerimonial: Do lúdico categoría operatória do sagrado», in Caleidoscópio nº 4, sobre Cultura de jogos, 2004 (reedição em Hermes ou a Experiência da Mediação (Comunicação, Cultura e Tecnologías), Lisboa, Pedra de Roseta-Edições e Comunicação, Lda, 2004, pp.187-192)
- «Ludologia (Jogo #2/Nível #1).Retrato do Mesmo (Homem) enquanto Outro:Breves notas sobre (ciber)simulações lúdicas», in www.ciberscopio.net (secção cibersimulação), Coímbra capital da cultura, Outubro de 2003 (reedição em Hermes ou a Experiência da Mediação (Comunicação, Cultura e Tecnologías), Lisboa, Pedra de Roseta-Edições e Comunicação, Lda, 2004, pp. 175-185)
- «Ludologia.(Jogo #1/Nível #1):Do instinto de jogo aos jogos do imaginário» in Comunicação e Sociedade, Universidade do Minho,2003, pp.163-179. (reedição em Hermes ou a Experiência da Mediação (Comunicação, Cultura e Tecnologías), Lisboa, Pedra de Roseta-Edições e Comunicação, Lda, 2004, pp. 157-174)
- «Figur@ções maquínicas da Escrita 2.0: Alfabetos, ars combinatoria e hipertexto» (texto-base da comunicação ao ICNC2001-Congresso Internacional sobre as Redes, Comunicação e Linguagens, orgão do CECL-Centro de Estudos Comunicação e Linguagens, número especial sobre este Congresso, 2002, pp. 401-408 (reedição em Hermes ou a Experiência da Mediação (Comunicação, Cultura e Tecnologías), Lisboa, Pedra de Roseta-Edições e Comunicação, Lda, 2004)
- «O conceito de ‘forma simbólica’ como base de uma Fenomenología da Comunicação e da Cultura» (texto-base da comunicação ao II Congresso da SOPCOM-Associação Portuguesa de Ciências da Comunicação: Rumos da Sociedade da a editar nas Actas do congresso) (reedição em Hermes ou a Comunicação Experiência da Mediação (Comunicação, Cultura e Tecnologías), Lisboa, Pedra de Roseta-Edições e Comunicação, Lda, 2004)
- «Figur@ções maquínicas da Escrita 1.0: Em torno da Palavra digital e da Escrita Topográfica» (texto- base da comunicação ao I Congresso Ibérico de Ciências da Comunicação, Revista Caleidoscópio, revista do Departamento de Ciências da Comunicação e da Informação da ULHT-Universidade Lusófona de Humanidades e Tecnologías, Lisboa, Edições Lusófonas, 2001, pp.43-57 (reedição em Hermes ou a Experiência da Mediação (Comunicação, Cultura e Tecnologías), Lisboa, Pedra de Roseta-Edições e Comunicação, Lda, 2004)
- «Edição Crítica, hipertexto e biblioteca electrónica: Dêem um modem a Fernando Pessoa», in Imagens e Reflexões: Actas da II semana internacional do Audiovisual e Multimédia, Lisboa, Edições Lusófonas, colecção «Estudos de Comunicação, Cultura e Tecnología, nº 4, 1999, pp. 106-110 (reedição em Hermes ou a Experiência da Mediação (Comunicação, Cultura e Tecnologías), Lisboa, Pedra de Roseta-Edições e Comunicação, Lda, 2004)
- «Virtualidade e Heteronímia: As viagens pessoanas de Alice», in Revista de Humanidades e Tecnologías, Lisboa, Universidade Lusófona de Humanidades e Tecnologías, volume I, n.º 2, 2.º semestre de 1999, pp. 14-18 (reedição em Hermes ou a Experiência da Mediação (Comunicação, Cultura e Tecnologías), Lisboa, Pedra de Roseta-Edições e Comunicação, Lda, 2004) disponível em
- «Nos Jardins do Ofício: Pessoa e a Alquimia do Verbo», in Discursos e Práticas Alquímicas, vol. I, Lisboa, Hugin, 2001, pp. 159-174.
- «Ciência e Esoterismo em Fernando Pessoa», in Revista Tabacaria, número zero, Casa Fernando Pessoa / Contexto, Fevereiro de 1996, pp.26-35 (reedição em Pensar Pessoa: A dimensão filosófica e hermética da Obra de Fernando Pessoa, Porto, Lello Irmão, 1997, pp. 153-176).
- «Crítica da Razão Pós-Moderna: Em defesa do "Regresso dos Deuses" (esboço)», in Revista Escritor, nº 3, Associação Portuguesa de Escritores, Março de 1994, pp.171-176.
- «A Mensagem do Encoberto: Fernando Pessoa à luz do paradigma sebástico», in Portugal: Os Mitos Revisitados (coordenado por Yvette Centeno), Lisboa, Edições Salamandra, 1993, pp. 225-252 (reedição em Pensar Pessoa: A dimensão filosófica e hermética da Obra de Fernando Pessoa, Porto, Lello Irmão, 1997, pp. 65-92).
- A dimensão dionisíaca da poesia pessoana: algumas reflexões em torno da dimensão orgânica da mediunidade pessoana e da génese heteronímica», Revista Vértice, II série, n.º 32, noviembre de 1990, pp. 87-92.

## Investigación
- Investigador - Coordinador del CICANT (Centro de Investigación en Comunicación Aplicada, Cultura y Nuevas tecnologías) en una línea de Investigación que trata sobre " Estudios Comparados de los Media" Comparative Media Studies, desde marzo del año 2005.
- Investigador del CECL ( Centro de estudios de Comunicación y Lenguajes ) de la Universidad Nova de lisboa hasta marzo del año 2004, fecha en la que pasa a ser colaborador. Investigador , miembro del Equipo de Investigadores del CECL- Centro de Estudios de *Colaboración y Lenguajes que desarrollarán el Proyecto " tendencias de la cultura de las redes en Portugal" ( "Trends on portuguese network" ) financiado por la FCT, bajo la cobertura del Programa SAPIENS 99 ( Proyecto nº 34436 ).
- Investigador/Miembro de la Comunidad Científica portuguesa de Videojuegos.